# Yaşar Halit Çevik
Pour les articles homonymes, voir Çevik.
Yaşar Halit Çevik, né en 1955 à Gölcük (Turquie), est un diplomate turc, ambassadeur en Syrie de 2004 à 2009, auprès de l'ONU de 2012 à 2016 et en Grèce de 2016 à 2018.
Depuis le 1er juin 2019, il est le chef de mission d’observation de l’OSCE pour l'Ukraine.